# Johnny Hallyday Lyon Palais d'hiver 14 avril 1973
 (avril 2025).
Si vous disposez d'ouvrages ou d'articles de référence ou si vous connaissez des sites web de qualité traitant du thème abordé ici, merci de compléter l'article en donnant les références utiles à sa vérifiabilité et en les liant à la section « Notes et références ».
Lives par Johnny Hallyday
Johnny Hallyday Lyon Palais d'hiver 14 avril 1973 est un album enregistré en public de Johnny Hallyday, publié à titre posthume le 30 juin 2023. Enregistré à Lyon au Palais d'Hiver et radiodiffusé en direct sur Europe 1, dans le cadre d'une émission Musicorama, la restauration de l'archive a permis la réalisation du disque.

## Histoire
La parution en disque cinquante trois ans plus tard du concert de Johnny Hallyday est l'unique live (officiel) du chanteur à proposer une version enregistrée en public du titre Tu peux partir si tu le veux.

## Autour du disque
Cet album est le quatrième volume à paraître de la série Johnny archives live.
Références originales et supports :
- Double 33 tours Europe 1 - Panthéon - Mercury Universal 5524339
- CD Europe 1 - Panthéon - Mercury Universal 5524336

## Titres
Les treize pistes de cet album sont :
| 1.  | Je suis né dans la rue                           | Long Chris                              | Tommy Brown, Mick Jones  |  |
| 2.  | Fils de personne (Fortunate Son)                 | Philippe Labro (adaptation)             | John Fogerty             |  |
| 3.  | Fille de la nuit (Delta Lady)                    | Philippe Labro (adaptation)             | Leon Russell             |  |
| 4.  | La fille aux cheveux clairs                      | Philippe Labro                          | Eddie Vartan             |  |
| 5.  | Tes tendres années (Tender Years)                | Ralph Bernet (adaptation)               | Darrell Edouards         |  |
| 6.  | Le pénitencier (The House of the Rising Sun)     | Vline Buggy, Hugues Aufray (adaptation) | Alan Price               |  |
| 7.  | Il faut boire à la source (Drink From the Water) | Philippe Labro (adaptation)             | Joey Cooper, John Gallie |  |
| 8.  | Comme un corbeau blanc                           | Gilles Thibaut                          | Jean Renard              |  |
| 9.  | Oh ! Ma jolie Sarah                              | Philippe Labro                          | Tommy Brown, Mick Jones  |  |
| 10. | Que je t'aime                                    | Gilles Thibaut                          | Jean Renard              |  |
| 11. | Rien n'vaut cette fille-là (She's my old lady)   | Ralph Bernet (adaptation)               | John Gallie, Joey Cooper |  |
| 12. | Tu peux partir si tu le veux                     | Michel Mallory                          | Johnny Hallyday          |  |
| 13. | La musique que j'aime                            | Michel Mallory                          | Johnny Hallyday          |  |

## Musiciens
- Direction musicale et Batterie : Tommy Brown
- Jean-Pierre Azoulay : guitare solo
- Simon Wandercam : guitare rythmique
- Gérard Mondon : basse
- Jean-Marc Deutère : claviers
- Gérard Salesses : orgue
- René Morizur : saxophone
- Jacques Ploquin : trompette
- Pierre Ploquin : trompette
- Sam Kelly : percussions
- Maria Popkiewicz, Cher Kimbroe, Chantal Sitruk, Lydie Caille : Choristes